# Isbjörnskungen
Isbjörnskungen (norska: Kvitebjørn Kong Valemon) är en norsk familje- och äventyrsfilm från 1991 i regi av Ola Solum efter ett manus av Erik Borge som bygger på Isbjörnen kung Valemon av Peter Christen Asbjørnsen.

## Handling
Den gamle kungen lever fridfullt med sina tre döttrar i Vinterlandet, ett kallt, men vackert och fint land med evig snö. Han älskar dem alla, men den yngsta mest av allt, eftersom hon påminner om hans bortgångna drottning. Den yngsta kungadottern längtar efter mycket och i en dröm ser hon en prins på en blomstrande äppelodling.
Den unge kung Valemon vägrar att gifta sig med den onda häxan I Sommarland – ett vackert land med evig vår och sommar. I vredesmod kastar hon en förbannelse över honom och dömer honom att vandra omkring som en isbjörn i sju år. Först vid midnatt kan han ha en människofigur, men då får ingen levande se honom – för då måste han gifta sig med häxan. På sin vandring som isbjörn kommer kung Valemon till Vinterlandet, där han träffar den yngsta kungadottern i skogen. I det stora odjurets ögon känner hon igen den unge mannen från drömmen, och hon lovar att gifta sig med honom och följa honom till hans eget rike.

## Rollista
- Maria Bonnevie — prinsessan
- Jack Fjeldstad — kungen i Vinterlandet
- Tobial Hoesel — kung Valemon
- Anna-Lotta Larsson — häxan
- Marika Enstad — den äldsta prinsessan
- Kristin Mack — mellanprinsessan
- Ulrich Faulhaber — köpman
- Rüdiger Kuhlbrodt — köpman
- Helge Jordal — djävulen
- Jon Laxdal — hjälparen
- Monica Nordquist — kungamodern
- Karen Randers-Pehrson — barnmorskan
- Julie F. Langseth — småprinsessa
- Mariann Gury Tessand — småprinsessa
- Ruth Gury Tessand — småprinsessa